# 国策会社
国策会社（こくさくかいしゃ）とは、国家がその資本金の全部、ないし過半数を出資するとともに国家から官僚の重役を派遣し、戦争その他の国策を遂行するために運営する会社。または、国の政策を実現するため単独の特別法によって設立され、政府の出資を受け、政府の厳重な指導監督下で、利益を度外視して運営された会社を指す。
憲法の下で所有と経営が民間にある私企業の変則のため、その定義は半官半民の特殊会社の一群を指す場合もあれば、特別法に基づく場合もある。電力管理法などに基づく日本発送電株式会社、石炭配給統制法に基づく日本石炭株式会社などや、植民地や占領地での開発・支配の機関として法律によって設立された北支那開発、中支那開発、台湾拓殖、樺太開発などである。特別法に拠らない政府の出資がない一般社団法人だが、国策会社（国策通信社）と呼称される同盟通信社の例外もある。
共通するのは日清戦争以降第二次世界大戦の終結までに設立された、日本の国家的発展を遂行する目的を有し、かつ政府の強い統制下にあった点にある。
なお以上とは別に、第二次世界大戦後に新技術の振興を目的として政府主導で設立された会社（日本国土開発、JSR、Rapidus等）も、国策会社と呼ぶことがある。

## 概要
国家の保護または支配のもとに特権を与えられ、特別法に基づいて設立された半官半民の会社を「特殊会社」というが、1931年（昭和6年）に起きた満洲事変以後に設立された会社の大部分は「国策会社」と呼ばれた。これら「国策会社」は、日本の帝国主義的発展を遂行する目的を有し、南満洲鉄道（満鉄）のように明治時代にすでに創設されていたものもあるが、満洲事変後その設立は急増した。代表的な国策会社として、南満洲鉄道、東洋拓殖、台湾拓殖、北支那開発等があげられる。 これら国策会社の特色は、国家権力による手厚い保護を受けると同時に統制下にある形態のもと、一定地域の一定業種を完全に独占掌握していたことである。欧米列強国に比べて劣勢な日本の私的資本を補完するという役割を果たした。例えば、台湾拓殖株式会社について見ると、同社による他企業への投資は終戦時には40社あまりにのぼり、投資総額は5億円を超えていた。投資の過半数は島内の重化学工業すなわち当時の主要な軍事産業に集中しており当局の政策に協力した色彩がきわめて強かった。
1945年に日本が第二次世界大戦で敗戦し、その際の条件となったポツダム宣言で日本がすべての海外領土から撤退することとなり、外地にあった特殊会社は全て閉鎖機関に指定され、解散させられた。

## 主な国策会社
- 東亜燃料工業→ENEOS
- 帝国水産統制→ニチレイ
- 日本証券取引所→平和不動産
- 国策パルプ工業→日本製紙
- 帝国船舶→1946年解散
- 国際汽船→1943年大阪商船に吸収
- 日本国土開発
- 昭和通商
- 同盟通信社→時事通信社・共同通信社
- 日本無線電信
- 起立工商会社
- 日本海難救助→日本サルヴェージ
- 日本映画社
- 日本出版配給
- 日本肥料
- 日本瓦斯用木炭
- 日本米穀